# Liste der Bodendenkmäler im Kalchreuther Forst
Auf dieser Seite sind die Bodendenkmäler in dem mittelfränkischen gemeindefreien Gebiet Kalchreuther Forst zusammengestellt. Diese Tabelle ist eine Teilliste der Liste der Bodendenkmäler in Bayern. Grundlage ist die Bayerische Denkmalliste, die auf Basis des Bayerischen Denkmalschutzgesetzes vom 1. Oktober 1973 erstmals erstellt wurde und seither durch das Bayerische Landesamt für Denkmalpflege geführt wird. Die folgenden Angaben ersetzen nicht die rechtsverbindliche Auskunft der Denkmalschutzbehörde.

## Bodendenkmäler im Kalchreuther Forst
| Lage                          | Objekt | Akten-Nr.     | Bild |
| ----------------------------- | --- | ------------- | ---- |
| Kraftshofer Forst (Standort)  | Begräbnisplatz vorgeschichtlicher Zeitstellung mit Grabhügeln mit Bestattungen der frühen Latènezeit.                                         | D-5-6432-0085 |      |
| Kalchreuther Forst (Standort) | Bestattungsplatz vorgeschichtlicher Zeitstellung mit Grabhügeln mit Brandbestattungen der Urnenfelderzeit und Bestattungen der Hallstattzeit. | D-5-6432-0086 |      |
| Kraftshofer Forst (Standort)  | Bestattungsplatz vorgeschichtlicher Zeitstellung mit Grabhügeln.                                                                              | D-5-6432-0087 |      |
| Kalchreuther Forst (Standort) | Bestattungsplatz vorgeschichtlicher Zeitstellung mit Grabhügel.                                                                               | D-5-6432-0088 |      |
| Kalchreuther Forst (Standort) | Bestattungsplatz mit Grabhügeln vorgeschichtlicher Zeitstellung.                                                                              | D-5-6432-0089 |      |
| Heroldsberg (Standort)        | Vogelherd der frühen Neuzeit. | D-5-6432-0090 |      |
| Kalchreuther Forst (Standort) | Freilandstation des Mesolithikums. | D-5-6432-0092 |      |